# Henry Herbert (17e comte de Pembroke)
Pour les articles homonymes, voir Henry Herbert et Herbert.
Henry George Charles Alexander Herbert, 17e comte de Pembroke, 14e comte de Montgomery (19 mai 1939-7 octobre 2003), est un propriétaire foncier britannique, membre de la Chambre des lords, réalisateur et producteur.

## Jeunesse et formation
Herbert est le fils unique du Sidney Herbert (16e comte de Pembroke) et de sa femme, Mary (une fille du 1er marquis de Linlithgow) et un filleul du prince George, duc de Kent. Par l'intermédiaire du 11e comte de Pembroke, il descend de la comtesse Catherine Semyonovna Vorontsov. Il fait ses études au Collège d'Eton et Christ Church, à Oxford et sert brièvement avec les Royal Horse Guards de 1958 à 1960 avant d'hériter en 1969 des titres de son père et du domaine centré sur Wilton House dans le Wiltshire.

## Carrière dans l'industrie cinématographique
Herbert commence à s'intéresser à l'industrie cinématographique dans les années 1960 et travaille sur le plateau de Les Héros de Télémark (1965). Après avoir réalisé des documentaires sur les musiciens, le premier long métrage qu'il réalise est Malachi's Cove (1974),  également connu sous le nom de The Seaweed Children, avec Donald Pleasence et Arthur English, mais il est surtout connu pour son deuxième film, Emily (1976), se déroulant dans les années 1920 avec Koo Stark. Il travaille également sur des épisodes des séries télévisées Shoestring et Bergerac, ainsi que sur la réalisation du film Crossmaheart (1998). En 1997, il coproduit The Girl with Brains in Her Feet. 
Dans leur livre Great Houses of England & Wales (1994), Hugh Massingberd et Christopher Simon Sykes commentent que "Le présent Lord Pembroke est (comme Henry Herbert) un réalisateur de cinéma et de télévision, mieux connu pour la série dramatique de la guerre civile By the Sword Divided et pour Emily ".

## Famille
Le 20 janvier 1966, il épouse Claire Rose, fille de Douglas Gurney Pelly, descendant des baronnets Pelly. Le couple divorce en 1981. Ils ont quatre enfants:
- Sophia Elizabeth Herbert (10 décembre 1966), elle épouse Alexander Murray-Threipland en 2001. Ils ont un fils:
  - Finnian Wyndham Murray-Threipland (13 avril 2004)
- Emma Louise Herbert (12 mars 1969); épouse Robin Vickers en 2005. Ils ont deux enfants:
  - Vanessa Esvedra Rose Vickers (2006)
  - Vincent Sidney Vickers (2009)
- Flora Katinka Herbert (22 septembre 1970)
- William Herbert (18e comte de Pembroke) (en) (18 mai 1978); épouse Victoria Bullough le 29 mai 2010. Ils ont quatre enfants.

En 1988, il épouse Miranda Juliet (née en 1962), fille de John Somerville Kendall Oram, de Whitwick Manor, Ledbury, Herefordshire, et sa première épouse, Juliet Hermione, fille de John Roland Abbey, de Redlynch House, Salisbury, l'ancien haut Shérif de Sussex. Ils ont trois filles.
- Jemima Juliet Herbert (4 octobre 1989)
- Alice Mary Herbert (10 novembre 1991)
- Katie Ella Herbert (26 août 1997)

Pembroke est mort en 2003, et ses titres et domaines passent à son fils unique, William Herbert.